# Ziua Internațională a Poeziei
Ziua Internațională a Poeziei este pe data de 21 martie și este declarată de UNESCO, începând din anul 1999, drept o recunoaștere a faptului că oamenii de litere și de cultură, poeții și scriitorii din întreaga lume și-au adus o contribuție remarcabilă la îmbogățirea culturii și spiritualității universale. De asemenea, „Ziua internațională a poeziei” urmărește să susțină creația poetică, stabilirea unui dialog între poezie și alte genuri ale creației, editarea și promovarea poeziei ca artă deschisă oamenilor.

## În România
Primele manifestări dedicate „Zilei internaționale a poeziei” în România sunt legate de Fundația Culturală „Orient Latin” si de  Asociația Culturală ADSUM care organizează, separat, din anul 2005 respectiv 2008,  spectacole pentru marcarea acestui moment. Spectacolele Asociației Culturale ADSUM incep la Palatul Suțu, iar  anii următori (până in 2012 inclusiv) manifestările capătă amploare fiind găzduite de Biblioteca Națională a României  si  Palatul Național al Copiilor. După anul 2009 ideea de a organiza manifestări dedicate „Zilei internaționale a poeziei” este preluată de tot mai multe asociații culturale, ligi și alte societăți ale scriitorilor din România.